# Matopi
Matopi è un villaggio del Botswana situato nel distretto Nordorientale, sottodistretto di North East. Il villaggio, secondo il censimento del 2011, conta 361 abitanti.

## Località
Nel territorio del villaggio sono presenti le seguenti 2 località:
- Matopi C/Post di 6 abitanti,
- Tshimoyapula Farm di 1 abitante